# Mesnières-en-Bray
Mesnières-en-Bray is een gemeente in het Franse departement Seine-Maritime (regio Normandië) en telt 706 inwoners (1999). De plaats maakt deel uit van het arrondissement Dieppe.

## Geografie
De oppervlakte van Mesnières-en-Bray bedraagt 15,2 km², de bevolkingsdichtheid is 46,4 inwoners per km².
De onderstaande kaart toont de ligging van Mesnières-en-Bray met de belangrijkste infrastructuur en aangrenzende gemeenten.

## Demografie
Onderstaande figuur toont het verloop van het inwonertal (bron: INSEE-tellingen).